# Jumiskonlampi
Jumiskonlampi är en sjö i kommunen Kemijärvi i landskapet Lappland i Finland. Sjön ligger 148,8 meter över havet. Arean är 63 hektar och strandlinjen är 3,94 kilometer lång. Sjön  ingår i Kemi älvs huvudavrinningsområde.   Den ligger omkring 94 kilometer öster om Rovaniemi och omkring 720 kilometer norr om Helsingfors. 